# 彼得雷尔奇纳
彼得雷尔奇纳（義大利語：Pietrelcina）是意大利贝内文托省的一个市镇。总面积28.8平方公里，人口3069人，人口密度106.6人/平方公里（2009年）。ISTAT代码为062052。